# Ducrosia ismaelis
Ducrosia ismaelis là một loài thực vật có hoa trong họ Hoa tán. Loài này được Asch. mô tả khoa học đầu tiên năm 1879.